# Urals
Urals — российская марка экспортной нефтяной смеси. Получается смешиванием в системе трубопроводов «Транснефти» тяжёлой, высокосернистой нефти Урала и Поволжья (содержание серы в которых достигает 3,0 %, а плотность в градусах API не превышает 26—28) с лёгкой западносибирской нефтью Siberian Light (плотность 36,5 в градусах API, содержание серы 0,57 %). Итоговое содержание серы в нефти сорта Urals должно составлять не более 1,2—1,4 %, плотность в градусах API — 31-32 (или 860—871 кг/м³).
Для сравнения, сорта Brent и WTI имеют плотность 38—40° API и содержание серы не более 0,2—0,4 %, а ближневосточная нефть сортов Oman и Dubai имеет плотность 30—33° API, содержание серы 1,1—2,1 %.
Суммарные объемы поставок Urals (порядка 3 млн баррелей в сутки) и ESPO (1 млн) достаточно велики и, по оценкам 2015 года, превышают объемы поставок маркерных сортов BFOE (Brent), Oman, Dubai.

## Описание
Urals — сорт высокосернистой нефти (содержание серы около 1,3 %), которая представляет собой смесь из нефти, добываемой в Ханты-Мансийском и Ямало-Ненецком автономных округах, Башкортостане, Татарстане, Пермском крае и Самарской области. Основные производители нефти Urals — это компании «Роснефть», «Башнефть», «Лукойл», «Сургутнефтегаз», «Газпром нефть» и «Татнефть». Стоимость российской нефти исторически определялась как цена барреля нефти сорта Brent с дисконтом, то есть уменьшенная на несколько долларов, поскольку российская нефть является более тяжелой (содержит меньше бензиновой и газойлевой фракций и, как следствие, имеет более высокую плотность) и имеет более высокое содержание серы. С конца 2000-х фактически является самостоятельным маркерным сортом.
Сама по себе Западно-Сибирская нефть (Siberian Light) имеет приемлемое качество (0.57 % серы) и сходна по составу с Brent и WTI, которые относятся к так называемому сорту Light Sweet Oil — малосернистой («сладкой») лёгкой нефти, соответствующей большей части мирового спроса. В 2006—2012 годах пытались вывести фьючерсы на нефть Urals на американскую биржу NYMEX под маркой REBCO (Russian Export Blend Crude Oil).
Поставки на экспорт нефти марки Urals осуществляются в основном через морские порты Новороссийск (40 % экспорта) и Приморск (25 % экспорта) и по системе нефтепроводов «Дружба».
Для уменьшения содержания серы с середины 2010-х годов часть добываемой высокосернистой (до 4% серы) нефти Татарстана и Башкортостана, около 20 %, перерабатывается внутри России, в частности, предприятиями «Татнефть» и «Башнефть», а также на нижнекамском комплексе ТАНЕКО и не поступает в экспортные нефтепроводы.

## История
С середины 2017 года планировалось начало широкой торговли поставочными фьючерсами на Urals на СПбМТСБ с поставками из порта Приморск. Тестовые торги проводились с 2013 года, в конце ноября 2016 был осуществлён запуск торгов между российскими нефтяными компаниями и рядом крупных нефтетрейдеров). В случае, если оборот контрактов превысит уровень в несколько тысяч в день, по мнению президента СПбМТСБ фьючерс приблизит марку к статусу «бенчмарка» (маркерного сорта).
Средняя цена на нефть марки Urals в период 2018 года увеличилась на 39,2 % (за январь—август 2018 средняя цена составляла $69,73 за баррель; в 2017 году — $50,09 за баррель). Постановлением от 26.05.2011 N 422 утверждена ставка вывозной пошлины на сырую нефть в размере 462,1 долл./т.
18 марта 2020 года цена российской нефтяной смеси Urals упала до $18,64 за баррель, что соответствует ценам 2002 года. 30 марта 2020 года цена Urals снизилась до $16,2 за баррель. 2 апреля 2020 года цена российской нефтяной смеси Urals упала ниже до 10,54 $ за баррель. Это минимальный уровень с марта 1999 года. 20 апреля 2020 цена Urals достигла отрицательной отметки в -2$ за баррель на рынке фьючерсов.
После резкого спада начался устойчивый рост и к 13 августу 2020 года средняя цена на нефть марки Urals составила 45$ за баррель. К 10 июню 2021 года её цена поднялась до 66.43$ за баррель. 28 сентября 2021 года цена на нефть марки Urals составила 76.48$.